# Masasteron deserticola
Masasteron deserticola là một loài nhện trong họ Zodariidae.
Loài này thuộc chi Masasteron. Masasteron deserticola được Barbara C. Baehr miêu tả năm 2004.